# Список послов СССР и России в Малайзии
В статье представлен список послов СССР и России в Малайзии.
- 3 апреля 1967 г. — установлены дипломатические отношения на уровне посольств.

## Список послов
| Срок полномочий                                   | Посол                         | Годы жизни | Вручение верительных грамот | Комментарии                                                                                        |
| ------------------------------------------------- | ----------------------------- | ---------- | --------------------------- | -------------------------------------------------------------------------------------------------- |
| СССР                                              |                               |            |                             | |
| 9 февраля 1968 — 18 декабря 1973                  | Владимир Николаевич Кузнецов  | 1916—2000  | 10 апреля 1968              | |
| 18 декабря 1973 — 24 апреля 1978                  | Владимир Николаевич Бендрышев | 1920—2001  | 28 января 1974              | |
| 24 апреля 1978 — 5 сентября 1984                  | Борис Трофимович Кулик        | 1928—2007  | 17 мая 1978                 | |
| 5 сентября 1984 — 8 сентября 1988                 | Фёдор Иванович Потапенко      | 1927—2000  | 25 октября 1984             | |
| 8 сентября 1988 — 22 октября 1991 / 2 ноября 1992 | Анатолий Иванович Хмельницкий | 1936—2024  |                             | Освобождён от должности дважды: президентом СССР 22 октября 1991, президентом России 2 ноября 1992 |
| 22 октября 1991 — 25 декабря 1991                 | Роза Исаковна Отунбаева       | 1950—      |                             | Назначена указом президента СССР                                                                   |
| Российская Федерация                              |                               |            |                             | |
| 25 декабря 1991 — 10 февраля 1992                 | Роза Исаковна Отунбаева       | 1950—      |                             | |
| 16 марта 1993 — 10 августа 1998                   | Виталий Яковлевич Воробьёв    | 1944—2017  |                             | |
| 10 августа 1998 — 26 июня 2000                    | Алексей Дмитриевич Жуков      | 1944—2004  |                             | |
| 15 сентября 2000 — 14 апреля 2005                 | Владимир Николаевич Морозов   | 1949—      |                             | |
| 14 апреля 2005 — 15 июня 2010                     | Александр Алексеевич Карчава  | 1948—      |                             | |
| 15 июня 2010 — 18 февраля 2015                    | Людмила Георгиевна Воробьёва  | 1964—      |                             | |
| 18 февраля 2015 — 25 октября 2019                 | Валерий Николаевич Ермолов    | 1951—      |                             | |
| 25 октября 2019 — настоящее время                 | Наиль Мазгутович Латыпов      | 1956—      | 16 января 2020              | |